# Arrondissement Avranches
Das Arrondissement Avranches ist eine Verwaltungseinheit des französischen Départements Manche innerhalb der Region Normandie. Verwaltungssitz (Unterpräfektur) ist Avranches.

## Kantone
Im Arrondissement gibt es acht Kantone (Wahlkreise):
- Kanton Avranches
- Kanton Bréhal
- Kanton Granville
- Kanton Isigny-le-Buat
- Kanton Le Mortainais
- Kanton Pontorson
- Kanton Saint-Hilaire-du-Harcouët
- Kanton Villedieu-les-Poêles-Rouffigny (mit 7 von 27 Gemeinden)

## Gemeinden
Die Gemeinden des Arrondissements Avranches sind:
| 1. Anctoville-sur-Boscq (50008)          | 2. Aucey-la-Plaine (50019)              | 3. Avranches (50025)                     | 4. Bacilly (50027)                         |
| 5. Barenton (50029)                      | 6. Beauchamps (50038)                   | 7. Beauficel (50040)                     | 8. Beauvoir (50042)                        |
| 9. Boisyvon (50062)                      | 10. Brécey (50074)                      | 11. Bréhal (50076)                       | 12. Bréville-sur-Mer (50081)               |
| 13. Bricqueville-sur-Mer (50085)         | 14. Brouains (50088)                    | 15. Buais-les-Monts (50090)              | 16. Carolles (50102)                       |
| 17. Céaux (50108)                        | 18. Cérences (50109)                    | 19. La Chaise-Baudouin (50112)           | 20. Champeaux (50117)                      |
| 21. Chanteloup (50120)                   | 22. La Chapelle-Cécelin (50121)         | 23. La Chapelle-Urée (50124)             | 24. Chaulieu (50514)                       |
| 25. Chavoy (50126)                       | 26. Coudeville-sur-Mer (50143)          | 27. Coulouvray-Boisbenâtre (50144)       | 28. Courtils (50146)                       |
| 29. Les Cresnays (50152)                 | 30. Crollon (50155)                     | 31. Cuves (50158)                        | 32. Donville-les-Bains (50165)             |
| 33. Dragey-Ronthon (50167)               | 34. Ducey-les-Chéris (50168)            | 35. Équilly (50174)                      | 36. Folligny (50188)                       |
| 37. Le Fresne-Poret (50193)              | 38. Gathemo (50195)                     | 39. Genêts (50199)                       | 40. Ger (50200)                            |
| 41. La Godefroy (50205)                  | 42. Le Grand-Celland (50217)            | 43. Grandparigny (50391)                 | 44. Granville (50218)                      |
| 45. Le Grippon (50115)                   | 46. Hamelin (50229)                     | 47. La Haye-Pesnel (50237)               | 48. Hocquigny (50247)                      |
| 49. Hudimesnil (50252)                   | 50. Huisnes-sur-Mer (50253)             | 51. Isigny-le-Buat (50256)               | 52. Juilley (50259)                        |
| 53. Jullouville (50066)                  | 54. Juvigny les Vallées (50260)         | 55. Lapenty (50263)                      | 56. Lingeard (50271)                       |
| 57. Les Loges-Marchis (50274)            | 58. Les Loges-sur-Brécey (50275)        | 59. Lolif (50276)                        | 60. Longueville (50277)                    |
| 61. Le Loreur (50278)                    | 62. La Lucerne-d’Outremer (50281)       | 63. Le Luot (50282)                      | 64. Marcey-les-Grèves (50288)              |
| 65. Marcilly (50290)                     | 66. Le Mesnil-Adelée (50300)            | 67. Le Mesnil-Aubert (50304)             | 68. Le Mesnil-Gilbert (50312)              |
| 69. Le Mesnillard (50315)                | 70. Le Mesnil-Ozenne (50317)            | 71. La Meurdraquière (50327)             | 72. Montjoie-Saint-Martin (50347)          |
| 73. Le Mont-Saint-Michel (50353)         | 74. Mortain-Bocage (50359)              | 75. La Mouche (50361)                    | 76. Moulines (50362)                       |
| 77. Muneville-sur-Mer (50365)            | 78. Le Neufbourg (50371)                | 79. Notre-Dame-de-Livoye (50379)         | 80. Le Parc (50535)                        |
| 81. Perriers-en-Beauficel (50397)        | 82. Le Petit-Celland (50399)            | 83. Poilley (50407)                      | 84. Pontaubault (50408)                    |
| 85. Pontorson (50410)                    | 86. Ponts (50411)                       | 87. Précey (50413)                       | 88. Reffuveille (50428)                    |
| 89. Romagny Fontenay (50436)             | 90. Sacey (50443)                       | 91. Saint-Aubin-des-Préaux (50447)       | 92. Saint-Aubin-de-Terregatte (50448)      |
| 93. Saint-Barthélemy (50450)             | 94. Saint-Brice (50451)                 | 95. Saint-Brice-de-Landelles (50452)     | 96. Saint-Clément-Rancoudray (50456)       |
| 97. Saint-Cyr-du-Bailleul (50462)        | 98. Saint-Georges-de-Livoye (50472)     | 99. Saint-Georges-de-Rouelley (50474)    | 100. Saint-Hilaire-du-Harcouët (50484)     |
| 101. Saint-James (50487)                 | 102. Saint-Jean-de-la-Haize (50489)     | 103. Saint-Jean-des-Champs (50493)       | 104. Saint-Jean-du-Corail-des-Bois (50495) |
| 105. Saint-Jean-le-Thomas (50496)        | 106. Saint-Laurent-de-Cuves (50499)     | 107. Saint-Laurent-de-Terregatte (50500) | 108. Saint-Loup (50505)                    |
| 109. Saint-Martin-le-Bouillant (50518)   | 110. Saint-Maur-des-Bois (50521)        | 111. Saint-Michel-de-Montjoie (50525)    | 112. Saint-Nicolas-des-Bois (50529)        |
| 113. Saint-Ovin (50531)                  | 114. Saint-Pair-sur-Mer (50532)         | 115. Saint-Pierre-Langers (50540)        | 116. Saint-Planchers (50541)               |
| 117. Saint-Pois (50542)                  | 118. Saint-Quentin-sur-le-Homme (50543) | 119. Saint-Sauveur-la-Pommeraye (50549)  | 120. Saint-Senier-de-Beuvron (50553)       |
| 121. Saint-Senier-sous-Avranches (50554) | 122. Sartilly-Baie-Bocage (50565)       | 123. Savigny-le-Vieux (50570)            | 124. Servon (50574)                        |
| 125. Sourdeval (50582)                   | 126. Subligny (50584)                   | 127. Tanis (50589)                       | 128. Le Tanu (50590)                       |
| 129. Le Teilleul (50591)                 | 130. Tirepied-sur-Sée (50597)           | 131. Vains (50612)                       | 132. Le Val-Saint-Père (50616)             |
| 133. Vernix (50628)                      | 134. Yquelon (50647)                    |                                          |                                            |

## Neuordnung der Arrondissements 2017

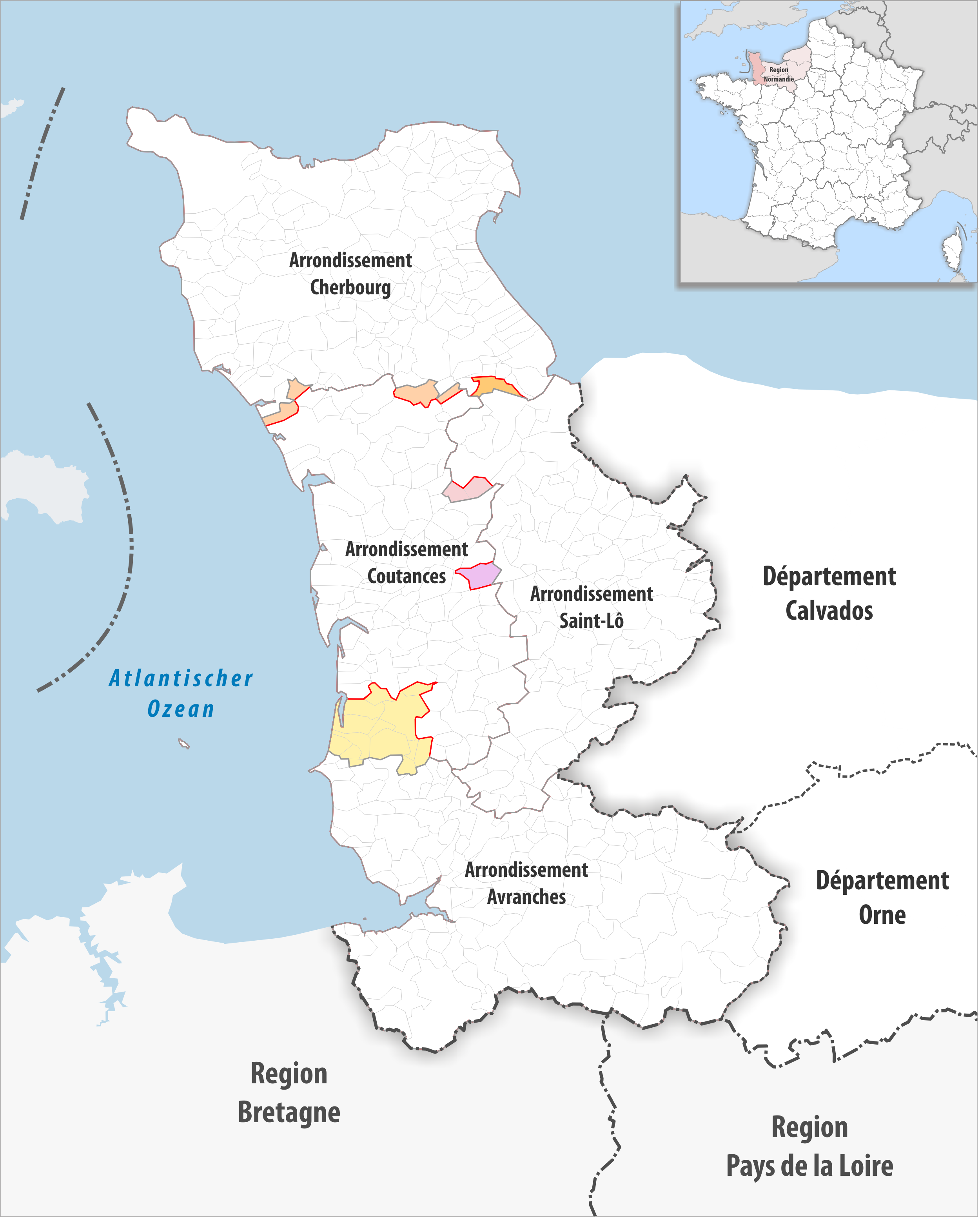
Arrondissementsanpassungen im Jahr 2017

Durch die Neuordnung der Arrondissements im Jahr 2017 wurde die Fläche der 14 Gemeinden Anctoville-sur-Boscq, Bréhal, Bréville-sur-Mer, Bricqueville-sur-Mer, Cérences, Chanteloup, Coudeville-sur-Mer, Hudimesnil, Longueville, Le Loreur, Le Mesnil-Aubert, La Meurdraquière, Muneville-sur-Mer und Saint-Sauveur-la-Pommeraye vom Arrondissement Coutances dem Arrondissement Avranches zugewiesen.

## Ehemalige Gemeinden seit 2015
bis 2015:
Angey, Bion, Braffais, Buais, Les Chambres, Champcervon, Champcey, Les Chéris, Chèvreville, Ducey, Ferrières, Fontenay, Heussé, Husson, Macey, Martigny, Milly, Montviron, Mortain, Notre-Dame-du-Touchet, Parigny, Plomb, La Rochelle-Normande, Romagny, Saint-Jean-du-Corail, Saint-Martin-de-Landelles, Saint-Symphorien-des-Monts, Sainte-Marie-du-Bois, Sainte-Pience, Sartilly, Vengeons, Vessey, Villechien, Virey
bis 2016:
Argouges, La Bazoge, Bellefontaine, Carnet, Chasseguey, Chérencé-le-Roussel, La Croix-Avranchin, Juvigny-le-Tertre, Le Mesnil-Rainfray, Le Mesnil-Tôve, Montanel, Vergoncey, Villiers-le-Pré
bis 2018:
La Gohannière, Saint-Martin-des-Champs, Tirepied
Alençon |
Les Andelys |
Argentan |
Avranches |
Bayeux |
Bernay |
Caen |
Cherbourg |
Coutances |
Dieppe |
Évreux |
Le Havre |
Lisieux |
Mortagne-au-Perche |
Rouen |
Saint-Lô |
Vire